# Curry
Curry (Каррі) - вбудована мова програмування загального призначення. У Curry об'єднані дві парадигми декларативного програмування - функціональна і логічна. Більш того, в цій мові використані найважливіші операційні принципи подібних декларативних мов. Названа на честь американського ученого Гаскелла Каррі.
Мова Каррі поєднує в собі можливості функціонального програмування (вкладені вирази, функції вищого порядку, ліниві обчислення), логічного програмування (логічні змінні, часткові структури даних, вбудована система пошуку) і методів програмування для паралельних систем (паралельне обчислення виразів з синхронізацією). Більше того мова Каррі надає додаткові механізми в порівнянні з чистими мовами проґрамування (у порівнянні з функціональними мовами - пошук і обчислення за неповними даними, в порівнянні з логічними мовами - ефективніший механізм обчислень завдяки детермінізму і викликом за необхідністю для функцій).